# Eumecacris tournavista
Eumecacris tournavista är en insektsart som beskrevs av Marius Descamps 1984. Eumecacris tournavista ingår i släktet Eumecacris och familjen gräshoppor. Inga underarter finns listade i Catalogue of Life.